# Lęk przestrzeni
Lęk przestrzeni – polski film obyczajowy z 1980 roku w reżyserii Krzysztofa Nowaka-Tyszowieckiego.

## Fabuła
Tadeusz, młody adept krawiectwa, postanawia zrealizować swoje marzenia o lataniu. W tym celu zostając po godzinach w swoim zakładzie pracy, z odpadów materiału buduje lotnię na której dokonuje udanego przelotu. Po mimo początkowo nieprzychylnego nastawienia kolegów z pracy, udaje się mu pozyskać ich wsparcie i uznanie.

## Produkcja
Lęk przestrzeni był pierwszym filmem fabularnym Krzysztofa Nowaka-Tyszowieckiego, wcześniej specjalizującego się w filmach dokumentalnych i eksperymentalnych. Był również pierwszym filmem z telewizyjnego cyklu „Studia Debiutów” (zmienionego następnie na „Studio Młodych im. Andrzeja Munka”). Odtwórcy głównej roli męskiej (Jerzy Kramarczyk) i żeńskiej (Hanna Śleszyńska) byli studentami warszawskiej PWST. Spośród filmów tego nowatorskiego cyklu Lęk przestrzeni został przez krytyków uznany za najbardziej „kontaktowy, [zrobiony] z największą swadą, humorem i wyczuciem kina”. Swoja premierę obraz miał w licu 1981 roku podczas XIII Lubuskiego Lata Filmowego.

## Obsada aktorska
- Jerzy Kramarczyk – Tadeusz Włodarczyk
- Zbigniew Buczkowski – krawiec Grzegorz Miłosik
- Jerzy Zygmunt Nowak – krawiec Marek
- Czesław Przybyła – krojczy Leszek
- Bogusław Sochnacki – kierownik Masłowski
- Hanna Śleszyńska – Dorota (debiut)
- Marian Osuch – wartownik